# Cargill
Cargill es una corporación multinacional privada de origen estadounidense. Se dedica a la agroindustria y su sede central está en Minnetonka (Minnesota). 
Fundada en 1865, ha crecido hasta ser la mayor corporación estadounidense que no cotiza en bolsa (en lo que respecta a las ganancias). Sus actividades comerciales incluyen la compra, venta, procesado y distribución de granos y otras mercancías agrícolas, el cultivo y venta de pienso ganadero, y la venta de ingredientes para la industria farmacéutica.
En 2003 dividió una porción de sus operaciones financieras en un Fondo de Inversión Libre llamado Black River Asset Management, con aproximadamente 10 000 millones de dólares entre activos y pasivos.

## Historia
Tiene una larga historia, comenzando con el primer acopio de granos de W. W. Cargill en los Estados Unidos en 1865. La compañía ha crecido y devenido en uno de los mayores negocios privados, proveyendo alimentos, insumos agrícolas y productos de administración de riesgos y servicios alrededor del globo.

### 1865-1899
W. W. Cargill y su hermano menor Sam, se mudan a Lime Springs, Iowa, para dedicarse a las actividades agrícolas. Hacia 1868 W. W. se casa y se muda a Minnesota donde con la adquisición de edificios, se adelanta a la gran expansión agrícola y de ferrocarriles de posguerra.

### 1900-1949
Fallece el hermano Sam, y le sucede John H. MacMillan.  William, el hijo de W. W. Cargill comienza a involucrarse en los negocios de La Crosse.  En 1909 fallece el fundador, y se precipita una crisis financiera sobre los negocios de la empresa.  Hacia 1915 con el desarrollo de la Primera Guerra Mundial, los precios de los granos fluctúan ampliamente, y le dan el respiro necesario.  Hacia 1928 se expande a Canadá, en 1929 abren oficinas en Italia, y en 1930 nuevas oficinas en Canadá, Róterdam (Países Bajos), y Buenos Aires (Argentina).  En 1935 es aceptada como miembro del Chicago Board of Trade.  En época de la Segunda Guerra Mundial se dedica al transporte marítimo de alimentos, incluso en embarcaciones de propia producción.  En 1943 Cargill entra al negocio del procesamiento de soja con la adquisición de plantas en Cedar Rapids y Fort Dodge, Iowa, y Springfield, Illinois.

### 1950-1999
En 1951 tras fusionarse a Royal Feed & Milling Co. manufactura alimentos para ganado y aves. En 1963 pisa suelo peruano para la producción de carnes de pescado, rico aporte de proteínas y aminoácidos para alimentación animal. 1965 celebra su 100 aniversario, e inaugura oficinas en Brasil. 1969 a Corea y Taiwán. En el decenio de 1970 entra al negocio de la harina con la adquisición de Burrus Mills, Saginaw, Texas.  Adiciona feed-lots para engorde de ganado, comercio de algodón, citrus, y hasta incursiona en acería. En la década de 1980 también trabaja con café, frigoríficos propios, minería de fosfatos fertilizantes, productos derivados del petróleo, chocolates. En el decenio de 1990 elabora fertilizantes nitrogenados para el agro, administra la compañía Vineyard elaborando cereales para desayuno, y deviene en uno de los mayores productores mundiales de sal. En 1998 adquiere Continental, una multinacional en el negocio de commodities.

### Cargill en Centroamérica
Cargill entró en el negocio de alimentos refrigerados cuando diversificó su negocio de alimento concentrado al negocio de producción de pollo vivo, procesamiento y comercialización en 1975 (PRONORSA) en Honduras. Cargill ha continuado expandiendo su negocio a través de varias adquisiciones.
- 1969 Cargill adquiere la mayoría de la propiedad en “Alimentos Concentrados Nacionales”.
- 1978 Cargill adquiere “Productos Norteños”, una compañía avícola en Honduras.
- 1986 Cargill adquiere “Embutidos Delicia”, un negocio local de embutidos en Honduras.
- 1999 Cargill adquiere “Cinta Azul Ltd.”, un negocio local de embutidos en Costa Rica.
- 1999 Cargill adquiere “Embutidos Perry”, un negocio local en Guatemala.
- 2000 Cargill adquiere “Tip Top Industrial”, un negocio avícola en Nicaragua.
- 2001 Cargill adquiere Agribrands  Purina en  Guatemala y con el derecho de uso de licencia de la marca “PURINA” reconocida por su calidad en la nutrición de animales de granja en la región
- 2005 Cargill adquiere “Mike’s”, un negocio de embutidos en Honduras
- 2006 Cargill adquiere “Cainsa”, un negocio de embutidos en Nicaragua
- 2011 Cargill adquiere Corporación Pipasa en Costa Rica y Nicaragua
- 2017 Cargill adquiere Pollos Bucanero en Colombia.

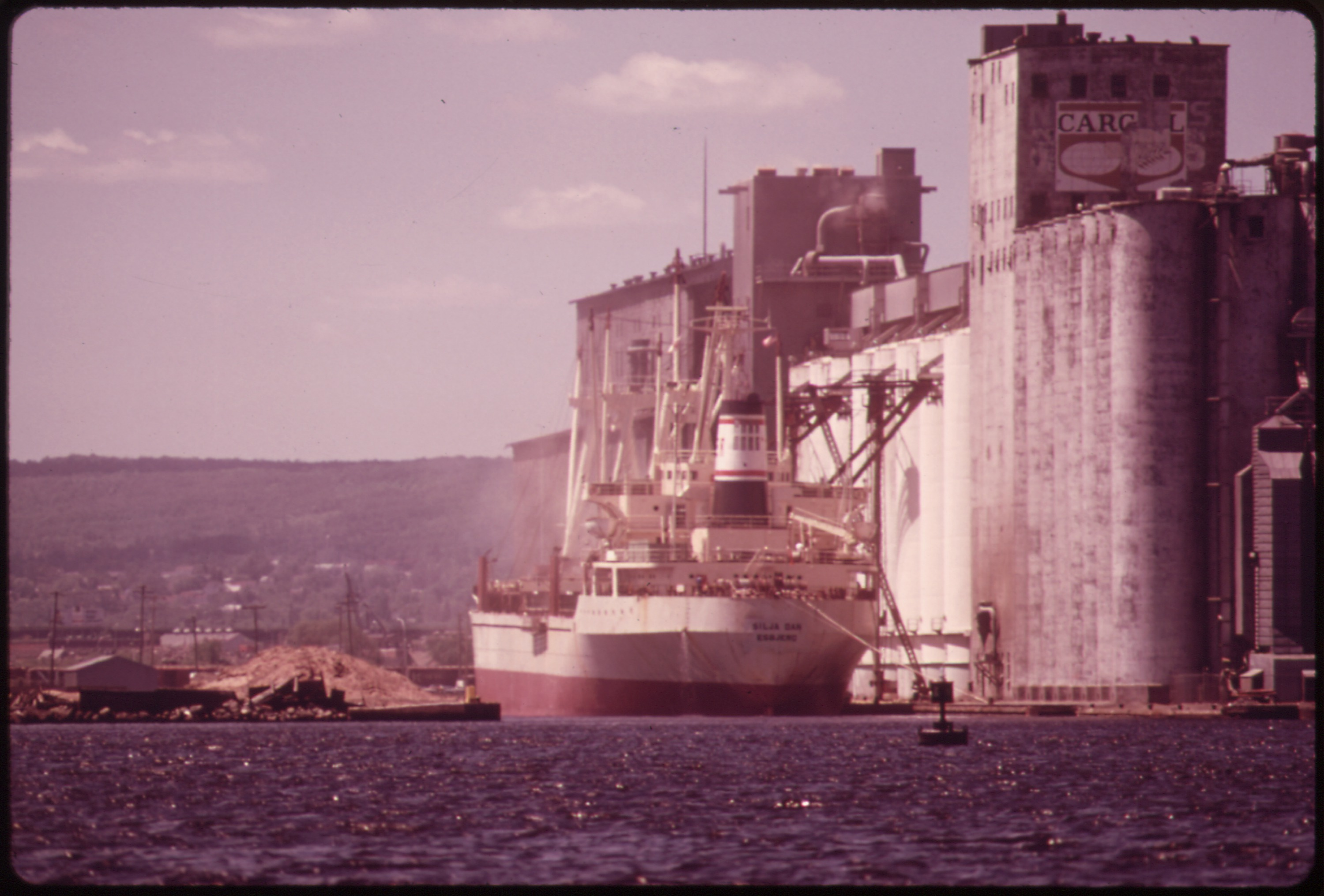
Carga de grano en buques de la compañía fotografiado por la EPA en junio de 1973

### 2000-presente
Cargill's Excel Corporation progresa como "posición dominate" en los negocios de la carne.  En Turquía fortalece su mercado de pollos.  Cargill Dow Polymers LLC anuncia la fabricación de plásticos y polímeros para empaque y otros productos.  Hoy Cargill Incorporated es la primera empresa de capitales privados en la lista de Forbes, con 130.500 empleados, negocios en 66 países, y una facturación en 2009 de USD 109.84 millardos.
En 2022, Cargill tiene presencia en 67 países, con segmentos incluyendo alimentación, agricultura, servicios y productos financieros e industriales. Su división de nutrición animal opera en 37 países, con 250 plantas.
El 10 de noviembre de 2020 la empresa anuncia la venta de todos sus activos en Venezuela al fondo Phoenix Global Investment y a la empresa venezolana Grupo Puig, esto aunado a la crisis económica que ha estado persistiendo en el país sudamericano durante los últimos años.

## Expropiación en Venezuela
El 4 de marzo de 2009 el expresidente de Venezuela, Hugo Chávez, ordenó el inicio del proceso expropiatorio de la filial local de la empresa, productora de arroz, además de una investigación judicial por violaciones a las regulaciones de la producción de alimentos.  La compañía contestó que respetaría la decisión.